# Cửa Lò
Cửa Lò là một phường thuộc tỉnh Nghệ An, Việt Nam. Phường được hình thành trên cơ sở sáp nhập các phường Nghi Hải, Nghi Hòa, Nghi Hương, Nghi Tân, Nghi Thu, Nghi Thủy và Thu Thủy của thành phố Vinh trong đợt Sáp nhập tỉnh thành Việt Nam 2025.
Phường Cửa Lò chính là thị xã Cửa Lò cũ thuộc tỉnh Nghệ An. 

## Hành chính và tên gọi
Phường Cửa Lò được thành lập theo Nghị quyết số 1678/NQ-UBTVQH15 của Ủy ban Thường vụ Quốc hội Việt Nam, ban hành ngày 16 tháng 6 năm 2025. Theo đó, sắp xếp toàn bộ diện tích tự nhiên, quy mô dân số của các phường phường Nghi Hải, Nghi Hòa, Nghi Hương, Nghi Tân, Nghi Thu, Nghi Thủy và Thu Thủy thuộc thành phố Vinh trước đây thành một phường mới có tên gọi là phường Cửa Lò.
Sau sắp xếp phường có diện tích tự nhiên: 29,09 km2, quy mô dân số: 64.760 người. Về hành chính, phía Đông giáp Biển Đông, phía Nam giáp xã Đan Hải tỉnh Hà Tĩnh, phía Bắc giáp xã Trung Lộc và Hải Lộc, phía Tây giáp xã Đông Lộc và phường Vinh Lộc.